# Kalovo
Kalovo (cyr. Калово) – wieś w Serbii, w okręgu pczyńskim, w gminie Trgovište. W 2011 roku liczyła 24 mieszkańców.